# Freelandgunj
Freelandgunj là một thị trấn thống kê (census town) của quận Dohad thuộc bang Gujarat, Ấn Độ.

## Nhân khẩu
Theo điều tra dân số năm 2001 của Ấn Độ, Freelandgunj có dân số 16.084 người. Phái nam chiếm 52% tổng số dân và phái nữ chiếm 48%. Freelandgunj có tỷ lệ 77% biết đọc biết viết, cao hơn tỷ lệ trung bình toàn quốc là 59,5%: tỷ lệ cho phái nam là 85%, và tỷ lệ cho phái nữ là 69%. Tại Freelandgunj, 12% dân số nhỏ hơn 6 tuổi.